# Velika Bosna
Velika Bosna je iredentistički koncept koji ima za cilj proširiti Bosnu i Hercegovinu. Najpopularniji je u nekim krugovima etničkih Bošnjaka, budući da bosanskohercegovački Hrvati češće podupiru stvaranje hrvatskog entiteta u Bosni i Hercegovini ili integraciju u sastav Hrvatske, dok je među Srbima popularnija ideja mogućeg odcjepljenja Republike Srpske ili spajanje sa Srbijom. Bošnjački iredentizam često podržava aneksiju Sandžaka, regije između Srbije i Crne Gore u kojoj živi značajna bošnjačka manjina.
Džafer Kulenović, vođa Jugoslavenske muslimanske organizacije, podržavao je stvaranje Velike Bosne koja bi uključivala i Sandžak u sastavu Nezavisne Države Hrvatske tijekom Drugog svjetskog rata.
Franjo Tuđman, prvi predsjednik Republike Hrvatske, optužio je Aliju Izetbegovića, prvog predsjedavajućeg Predsjedništva Bosne i Hercegovine, da je zajedno s Turskom skovao zavjeru sa ciljem  naseljavanja 500.000 etničkih Turaka na područje BiH i uspostave Velike Bosne, islamske fundamentalističke države koja bi svoj utjecaj proširila na Sandžak i Kosovo. Tuđman se tada i protivio očuvanju priznatih granica Bosne i Hercegovine i zalagao se za podjelu Bosne i Hercegovine na nacionalnoj osnovi.